# María Jesús Rodríguez
María Jesús Rodríguez Núñez (Cusco, 24 de enero de 1973), conocida también por su seudónimo La Miski, es una cantante, difusora musical y  presentadora peruana. Obtuvo reconocimiento al consolidar su carrera artística en la música andina y por haber conducido el programa televisivo Miski Takiy de TV Perú. Inició su carrera musical a los dos años de edad junto a su familia, la agrupación musical La Familia Rodríguez.

## Biografía
Nació el 24 de enero de 1973 en Cusco, bajo el nombre completo de María Jesús Rodríguez Núñez. Procede de una familia dedicada a la música: es hija de Dina Núñez de Rodríguez, conocida artísticamente como Mamá Dina, y hermana del productor discográfico y músico Jesús «el Viejo» Rodríguez.
Comenzó su carrera artística a la edad de dos años, formando parte de la banda musical La Familia Rodríguez, en la que se lanzó el disco del mismo nombre allá por 1977 y participó en las giras en Japón con el dicho conjunto durante el periodo 1988-1990. Realizó sus estudios universitarios en la Universidad Garcilaso titulándose profesionalmente en la carrera de ciencias de la comunicación.[cita requerida]
Fue hasta el año 2001, cuando asumiría la conducción del programa musical Miski Takiy por la televisora estatal Televisión Nacional del Perú, cuya sinopsis es presentar y difundir la música andina, logrando así alcanzar la fama, manteniéndose por varias temporadas consecutivas y produciendo eventos masivos en cada aniversario hasta su renuncia en 2010. Anteriormente, Rodríguez condujo el espacio Desde el corazón latinoamericano por la emisora Radio Nacional. Durante su etapa como conductora, ayudó a otros artistas como Sonia Morales y el grupo Antología para consolidarse en el dicho género a nivel nacional. Previo a su salida, cocondujo la otra producción del mismo canal Corazón peruano al lado de Cecilia Barraza entre 2009 y 2010.
Tiempo después, Rodríguez fue conductora y productora del programa A todo Perú por Panamericana y Willax Televisión. En el año 2015, lanzó su disco Siempre Miski manteniéndose en la música andina peruana.[cita requerida]
En 2018 volvió a los medios acreditada por el Grupo RPP como presentadora del programa De rojo y blanco por Radio Capital y Capital TV hasta julio de 2020.[cita requerida] Durante Durante su estadía, lanzó su concurso artístico ¡Tu talento importa! a nivel nacional. En ese año, participó en la conducción del espacio Un nuevo amanecer por Contacto Visión[cita requerida] y estrenó su sencillo Te lo pide Perú con la colaboración del Ministerio de Cultura del Perú. 
Años más tarde, estrenó el nuevo material musical ¿Por qué te fuiste? en 2023, bajo la composición de su hermano Jesús y Maricarmen Marín; volviendo a trabajar con ellos para la banda sonora de la telenovela Súper Ada, interpretando los temas de la ficción «Serpiente» y  «La cumbia caliente» en el formato de cumbia peruana.[cita requerida].  
En 2024, lanza junto al productor musical Juan Carlos Fernández el tema «Khuyakuq» para la miniserie Al fondo hay sitio, siendo disponible en todas las plataformas musicales. 

## Discografía

### Álbumes de estudio
- 2015: Siempre Miski
- 2018: Música andina para todos

### LP
- 2016: Ve con tu mamá
- 2020: Te lo pide Perú
- 2023: Frente a frente
- 2023: ¿Por qué te fuiste?

## Créditos

### Televisión
| Año       | Título            | Rol                                  | Emisión                      |
| --------- | ----------------- | ------------------------------------ | ---------------------------- |
| 2001-2010 | Miski Takiy       | Presentadora                         | Televisión Nacional del Perú |
| 2001-2010 | Miski Takiy       | Presentadora                         | TV Perú                      |
| 2009-2010 | Corazón peruano   | Copresentadora                       |                              |
| 2013-2014 | A todo Perú       | Presentadora                         | Panamericana Televisión      |
| 2019-2020 | Un nuevo amanecer | Presentadora                         | Contacto Visión              |
| 2022      | Sorpréndete       | Jurado de la secuencia Miss Folclore | Willax Televisión            |

### Radio
| Año   | Título                           | Rol      | Emisión        |
| ----- | -------------------------------- | -------- | -------------- |
| 2000s | Desde el corazón latinoamericano | Locutora | Radio Nacional |
| 2020  | De rojo y blanco                 | Locutora | Radio Capital  |